# Культы в Мифах Ктулху
Культы в «Мифах Ктулху» (англ. Cults in Cthulhu Mythos) — ряд вымышленных культов, сект, сборищ, организаций, которые появляются в произведениях Говарда Филлипса Лавкрафта и последователей «Мифов Ктулху». Для жанра «Лавкрафтовских ужасов» характерны темы оккультизма и запретных знаний. Многие из сектантов, прислужников, служителей веры, культистов поклоняются Древним богам, — например, Ктулху, который спит мертвым сном на дне океана, и однажды он пробудится, в назначенный час, и тогда настанет Конец света. Некоторые сектанты служат Ньярлатотепу, Ползучему Хаосу, сущности меняющей вид, появляющейся в бесчисленных обличьях, связанной с Внешними богами. Лавкрафт наиболее подробно описывает внеземной Культ Ктулху, с присущими ему чертами космицизма, а чаще всего лишь мимолетно упоминает безымянные культы. Некоторые культы описаны в «Некрономиконе», а некоторым посвящена запретная книга «Сокровенные культы» Роберта Говарда.

## Описание
Сектанты носят рясы с капюшонами, плащи, мантии, тюрбаны, митры, пёстрые узорчатые халаты и разные параферналии; а иные же обнаженными танцуют у костра. Они проводят ритуалы, шабаш, шествия и церемонии, жертвоприношения; исполняют ритуальные песни, мантры; играют мелодии на флейте, органе, виоле, тамтамах, колокольчиках и прочем. Они собираются в храмах, кругу камней на холмах, в подземелье, у алтарей, обелисков, у барельефов и прочих магических мест. Там они чертят пентаграммы, магические круги, каббалистические знаки; и изображают рукой тайные знаки. Сектанты используют идолы, амулеты, реликвии, свечи, восточные благовония и т.п.
Тайные культы отличает то, что они имеют доступ к библиотеке внеземных знаний: они читают неизвестные иероглифы из «Некрономикона» и тексты на языке Акло. Сектанты служат Древним богам, — группе могущественных инопланетных существ, которые правили на Земле в древнейшие эпохи, а в настоящее время заключены в тюрьму или иным образом пребывают в подобном смерти сне. Эти божества слишком могущественны, чтобы люди могли их победить и настолько ужасны, что одно только знание о них повлечет безумие.
Лавкрафт описывает туманные мифы о богах, но не доводит историю до преждевременного конца и не нарушает интригу. В этой роли он использует сектантов, которые со своих слов пересказывают сведения о «богах» и чудовищах в разбавленной форме. Это даёт возможность персонажам одержать победу и спасти человечество от гибели хотя бы на какое-то время. Их религия будет существовать всегда и никогда не исчезнет. Культы распространены также на других планетах, где прослеживается влияние Древних богов. Сектантам известно о Стране снов из «Пнакотических манускриптов», которые содержат внеземные знания.
Люди до сих пор находят остатки внеземных культов в отдаленных племенах или даже в промышленно развитых странах, среди колдунов, скрывающихся за внешностью тихих и буржуазных людей. Сектанты черпают силы в местах поклонения Древним богам и стремятся получить больший контроль над миром. Странные явления становятся все более частыми, — это признак приближения времени, когда звезды займут подходящее положение и тогда произойдет некое астральное соединение, что вызовет новое пришествие Древних богов. И тогда мир захлестнут крики и вопли, кровопролитие и разгульное веселье сектантов.
Некоторые сектанты смешиваются с земной религией и маскируются под разные верования, но на самом деле служат Древним богам. Некоторые происходят из реальных культов, таких как Баст (египетская мифология) и Ноденс (кельтская мифология). Лавкрафт описывает языческие культы, друидические храмы, древнегреческие, древнеегипетские, римские религии, квази-религиозные и полностью внеземные культы.
В «Зов Ктулху», «Ужас в Ред-Хуке» и «Тень над Иннсмутом» полиции удалось арестовать сектантов, которые совершали убийства и дали абсурдные показания. В остальных случаях сектантам удается скрыться от преследований. Численность культов составляет от нескольких человек во внутрифамильном культе до половины населения Иннсмута. На ритуалах появляется нежить разных форм и внеземные существа «Извне».
При всей той важной роли, которую культы играют в творчестве Лавкрафта, сами сектанты почти никогда не оказывается в центре внимания. Иногда культ, кажется, теряется среди мифологии и инопланетных «богах». Их мотивы находятся за пределами понимания человечества и никогда не могут быть по-настоящему поняты. Тайные культы выражают враждебные намерения к людям и, вероятно, предают человечество. По какой бы то ни было причине культы раскрывают свои истинное лицо зла. В свою очередь, сектанты, вероятно, тоже не понимают сути вещей, которым поклоняются и поэтому стремятся оставаться незамеченными, и любыми средствами преследуют узнавших о них людей, даже в других странах. Тайным культам противостоят разные конфессии: В «Неименуемое» нечестивое сущность нападает на прихожан; в «Обитающий во Тьме» прихожане молитвой изгнали демона из церкви; Джо Мазуревич в «Грёзы в ведьмовском доме» и Т'юог во «Вне времени» взывали к Шуб-Ниггурат для защиты от темных сил.

## Вдохновение
Культы действительно были распространены в США. Западные традиции оккультизма в США и Европе на протяжении последних веков оставались табу и магия не выходила за пределы подпольных организаций. Последователи магических практик придерживались традиций предков и ревностно хранили гримуары, и учебники чёрной магии. В конце XIX века религиозные преследования уменьшились и государство стало поощрять группы нетрадиционной веры. Последовавшее за этим просвещение в обществе открыло новые пути духовного роста и такие эксперименты, как секты или спиритизм. В Англии многие представители интеллигенции и художники стекались к оккультным организациям, изучающим эзотерическую мудрость.
«Тайный Орден Дагона» можно сравнить с названиями трёх популярных обществ в Массачусетс в 1920х годах: «Герметический Орден Золотой Зари» (англ. Hermetic Order of the Golden Dawn), «Орден Восточных Тамплиеров» (англ. Ordo Templi Orientis) и секта «Эзотерические знания и мудрость» (англ. Esoteric knowledge and wisdom sect). Уилл Мюррей пишет, что Дагон был известен в Массачусетс с колониальных времён США. В поселении Мерри-Маунт, у горы Маунт-Дагон, действовал флистимлянский культ Томаса Мортона, использующего фигурки Дагона. Лавкрафт упоминает Томаса Мортона в письме Уилфреду Бланшу Талману от 24 марта 1931 года.
Читатели испытывают особую увлеченность к оккультизму и принимают эти «навязчивые» идеи Лавкрафта как должное. Тревожная, «ползучая» проза Лавкрафта пробуждает Космический Ужас, поэтому читатели питающие интерес к ритуалам и пришельцам охотно цепляются за его работы. Поклонники творчества нарочно приписывают реальные источники работам Лавкрафта, подражая приемам самого автора. Некоторые проповедники всерьёз основываются на творчестве Лавкрафта. По словам автора Джона Энгла: «реальный мир эзотерических, магических и оккультных практик принял в свой канон работы Лавкрафта, которые повлияли на ритуальные практики или даже легли в основу заклинаний некоторых магических кругов».

## Полный список культов Лавкрафта
Лавкрафт наиболее подробно описывает только два культа: «Культ Ктулху» и «Тайный Орден Дагона». В остальных случаях он приводит краткие сведения, ограничиваясь названием или упоминает безымянные культы. Чаще всего описания нет вовсе.
| Название                       | Название на английском     | Описание | Произведение                                                             |
| ------------------------------ | -------------------------- | --- | ------------------------------------------------------------------------ |
| Культ Ктулху                   | Cult of Cthulhu            | Ждут пробуждения Ктулху дабы отбросить все представления о морали, превратив мир в пейзаж насилия и кровопролития. | «Зов Ктулху», «Хребты Безумия», «Шепчущий во тьме», «Тень над Иннсмутом» |
| Тайный Орден Дагона            | Esoteric Order of Dagon    | Сектантская организация в Иннсмуте. Заимствуют практики полинезийцев и служат Глубоководным.                       | «Тень над Иннсмутом»                                                     |
| Церковь Звёздной Мудрости      | Church of Starry Wisdom    | Культ в Провиденс, при помощи Сияющего Трапецоэдра вызывали Скитальца Тьмы.                                        | «Случай Чарльза Декстера Варда», «Обитающий во Тьме»                     |
| Культ Гатаноа                  | Ghatanothoa cult           | Жители подземного мира К’нан поклонялись злобному космическому божеству Гатаноа.                                   | «Вне времени»                                                            |
| Культ Йига                     | Yig cult                   | Культ змеелюдей в Оклахоме, которым поклонялись индейцы, жители подземного мира К’ньян и атланты.                  | «Курган», «Проклятие Йига».                                              |
| Культ злых людей               | Сult of Evil men           | Культ в Вермонте, агенты которого скрывались среди людей и служили Ми-Го.                                          | «Шепчущий во тьме»                                                       |
| Культ Тсатхоггуа               | Tsathoggua cult            | Культ в Гипербореи и Континенте Му. Ему служили жабообразные жители Н'кай.                                         | «Шепчущий во тьме», «Курган»                                             |
| Культ Шуб-Ниггурат             | Shub-Niggurath Cult        | Без описания. Жители К’нан и К’ньян поклонялись этому дружественному божеству.                                     | «Шепчущий во тьме», «Вне времени», «Курган»                              |
| Культ Хастура                  | Cult of Hastur             | Без описания. Культ в Каркозе, который использовал причудливый талисман, известный как Желтый знак.                | «Сверхъестественный ужас в литературе»                                   |
| Культ Безымянного Божества     | Unnamed God cult           | Без описания. Жители подземного мира К’ньян поклонялись ему.                                                       | «Курган»                                                                 |
| Культ Старших богов            | The Elder Gods cult        | Без описания. Культ в древнем городе в Антарктиде. Инопланетные Старцы поклонялись этому культу.                   | «Хребты Безумия», «В поисках неведомого Кадата»                          |
| Культ «Находящегося-за-Краем»  | Beyond-One cult            | Без описания. Возможно, в древности жрецы тайных культов называли его Йог-Сототом.                                 | «Врата серебряного ключа»                                                |
| Культ пожирателей трупов Ленга | Сorpses eaters Lang cult   | Без описания. Абдул Альхазред писал в «Некрономиконе», что этот культ нежити обитает на Плато Ленг.                | «Пёс»                                                                    |
| Культ Диметры                  | Dimeter cult               | Языческий культ. Призрачные Наяды в графстве Мит заманивали музыкой на флейте людей в болото.                      | «Болото Луны»                                                            |
| Культ Йоль                     | Сult of Yole               | Языческий культ. Культ нежити в Кингспорте, проводящий ритуалы солнцестояния и призыва умерших.                    | «Праздник»                                                               |
| Культ Кибелы                   | Cybele cult                | Языческий культ. Внутрифамильный культ Де ла Поэр в Англии, которые поколениями выращивал людей, как скот.         | «Крысы в стенах»                                                         |
| Культ Лилит                    | Lilith cult                | Языческий культ. Культ в Бруклине. Смешался с турано-азиатскими культами магии и персидскими сатанистами.          | «Ужас в Ред-Хуке»                                                        |
| Ведьмовства Салема             | Salem Witchcraft           | Без описания. Колдуны и ведьмы, которые бежали из Салема и скрывались в разных городах Новой Англии.               | «Модель для Пикмана»                                                     |
| Культ Ведьм Европы             | European Witch cult        | Без описания. Описан в книге «Культ ведьм в Западной Европе» Маргарет Мюррей.                                      | «Грёзы в ведьмовском доме»                                               |
| Ведьмы Часонкук                | Chesuncook Witch Coven     | Без описания. Ведьмовской культ в лесах штата Мэн.                                                                 | «Тварь на Пороге»                                                        |
| Культ Древнего народа          | The Old Folk cult          | Без описания. Культ действовавший в горах недалеко от Помпелло в Испании. Призывали летающих существ.              | «Очень древний народ»                                                    |
| Культ Хефрена                  | Khephren cult              | Без описания. Культ нежити в Египте, который совершал жертвоприношения Сфинксу.                                    | «Погребенный с фараонами»                                                |
| Культ Магии Карфагена          | Cult of Carthaginian magic | Без описания. Культ древнеегипетской и карфагенской магии в Сорбонне в Париже.                                     | «Локон Медузы»                                                           |
| Культ Атлантиды                | Atlantis cult              | Без описания. Древний культ в Атлантиде.                                                                           | «Ботон»                                                                  |

#### Культ Ктулху
«Культ Ктулху» (англ. Cthulhu Cult) — древняя религиозная традиция поклонения Ктулху, что никогда не умрёт. Культ распространён в разных уголках Земли: на островах Полинезии, Новой Зеландии, среди эскимосов Гренландии, жителей Луизианы, и горах Китая. Сектанты устраивают жертвоприношения, беснуются, читают шёпотом мантру: «Пх’нглуи мглв’нафх Ктулху Р’льех вгах’нагл фхтагн», — что приблизительно означает «В глубине вод под Р’льехом покоится Ктулху, дожидаясь своего часа».
Сектанты верят, что однажды их поклонение Ктулху приведет к его возвращению и когда он пробудится, то они смогут отбросить все представления о морали, и сострадании, превратив мир в пейзаж насилия и кровопролития. Они используют резные идолы Ктулху. Старейшина культа Кастро «разговаривал с бессмертными лидерами культа в горах Китая». Он считал, что «сердце этой религии лежит в непроходимой Аравийской пустыни, где Ирем, Город Колонн, видит сны скрытым, и нетронутыми».
Многие из сектантов — моряки, которые путешествуют из порта в порт, и поэтому их можно найти практически в любом месте. Властями и отдельными исследователями было выявлено несколько ячеек, и по большей части сектанты кажутся людьми, хотя часто они деформированы в результате длительного скрещивания и, возможно, духовной близости к своему богу. Они живут в изоляции, ближе к их истинным корням, но в мифах Лавкрафта это означает ближе к Ктулху.
Ктулху известен по всему космосу. В повести «Шепчущий во тьме» герой говорит, что «познал Иные миры в космосе, откуда пришёл Ктулху, и то, почему с тех пор засияла половина великих звёзд истории». В повести «Хребты Безумия» описаны Потомки Ктулху, которые воевали со Старцами задолго до зарождения человечества. Ктулху поклонялись расы существ, живших на Земле в древности (такие как глубоководные) и другие инопланетяне (такие как Ми-Го).

#### Тайный Орден Дагона
«Тайный Орден Дагона» (англ. The Esoteric Order of Dagon) — религиозная традиция в Иннсмуте, что появилась в 1838 году, когда ее привез капитан Абед Марш из Южных морей. Орден создан для координации отношений с Глубоководными, которые жили под рифом Дьявола, в подводном городе Й'ха-нтлеи. Орден быстро прижился из-за нехватки золота и рыбы. В конце концов, все стало настолько плохо, что в 1927 году правительство США направило полицию, чтобы задержать Марша и его культ.
Орден Дагона маскировался под масонское движение и обязывал людей принести три клятвы (это похоже на договор продажи души дьяволу). Лавкрафт разъясняет что это за тайны. Последователи «Мифов Ктулух» пишут, что первая была клятвой хранить тайну, вторая — клятвой верности, а третья —заключить брак с Глубоководным и родить от него ребенка. Межпородное скрещивание стало нормой в Инсмуте и это привело к широко распространенным уродствам и множеству полукровок.
Глубоководные религиозные существа, они поклоняются морским богам и проводят жертвоприношения. Центральными божествами, которым поклоняется Орден являются Отец Дагон и Мать Гидра, которых можно рассматривать в роли посредников между богами либо полубогов. Орден похищает людей и приносит всегда определенное число людей им в жертву. Сами Глубоководные тоже приносят собратьев в жертву «Морским богам» (англ. Sea-gods).
В 1846 году членов Ордена арестовали и жертвоприношения прекратились. Разъярённые Глубоководные вышли из океана и уничтожили жителей Иннсмута, не принадлежащих к Ордену, после чего их власть стала неограниченной. В 1927 полиция арестовала Маршей, а подводная лодка торпедировала риф Дьявола. В результате Й́'ха-нтлеи был повреждён, но не разрушен. Иннсмут, лишённый поддержки Глубоководных, пришёл в окончательный упадок, а Орден посчитали распущенным.

## Культы последователей «Мифов Ктулху»
Последователи «Мифов Ктулху» создавали множество собственных тайных культов, а также ссылались на культы Лавкрафта.
Издательство Chaosium выпустило несколько сборников, включающих рассказы о тайных культах в окружении ролевой игры «Зов Ктулху»:
- «Тёмные культы Ктулху» (англ. Cthulhu's Dark Cults) — сборник 2010 года под редакцией Дэвида Коньерса, содержащий 10 рассказов о тайных культах[8].
- «Большая книга культов» (англ. The Big Book of Cults) — сборник 2006 года под редакцией Беда Каунтера, содержащий 5 рассказов о тайных культах.

| Название                              | Название на английском                | Описание | Произведение                                                                                         |
| ------------------------------------- | ------------------------------------- | -------- | --- |
| Культ Йог-Сотота                      | Yog-Sothoth Cult                      |          | настольная игра «Зов Ктулху».                                                                        |
| Чёрное Братство                       | Black Brotherhood                     |          | настольная игра «Зов Ктулху».                                                                        |
| Братство Зверя                        | Brotherhood of the Beas               |          | настольная игра «Зов Ктулху».                                                                        |
| Братья желтого знака                  | Brothers of the Yellow Sign           |          | настольная игра «Зов Ктулху».                                                                        |
| Сбор Ведьм Чесункук                   | Chesuncook Witch Coven                |          | настольная игра «Зов Ктулху».                                                                        |
| Культ Хорасоса                        | Chorazos Cult                         |          | настольная игра «Зов Ктулху».                                                                        |
| Культ Кровавого Языка                 | Cult of the Bloody Tongue             |          | настольная игра «Зов Ктулху».                                                                        |
| Братство Чёрного Фараона              | Brotherhood of the Black Pharaoh      |          | «Сестра песков» Дэвид Коньерс («Темные культы Ктулху»).                                              |
| Щупальце-видный культ                 | Tong-style cult                       |          | «Вечный китаец» Джон Сансери («Темные культы Ктулху»).                                               |
| Алхимический Орден Серебряных сумерек | Hermetic Order of the Silver Twilight |          | «Капитаны промышленности» Джон Гудрич («Темные культы Ктулху»).                                      |
| Братство Кожи                         | Perfect Skin                          |          | «Идеальная кожа» Дэвид Виттевен («Темные культы Ктулху»).                                            |
| Культ Гулей                           | Culf of Ghoul                         |          | Роберт Прайс, а также «Завет тьмы» Уильям Джонс («Темные культы Ктулху»).                            |
| Культ песчаной летучей мыши           | Cult of the Sand Bat                  |          | «Шёпот древних тайн» Пенелопа Лав («Темные культы Ктулху»).                                          |
| Орден Утопшей женщины                 | Order of the Bloated Woman            |          | «Старый призрак» Питер А. Уорти («Темные культы Ктулху»).                                            |
| Культ Уверовавших                     | Believers cult                        |          | «Природа веры» Оскар Риос («Темные культы Ктулху»).                                                  |
| Культ Кровавого Языка                 | Cult of the Bloody Tongue             |          | «Алмазы дьявола» Коди Гудфеллоу («Темные культы Ктулху»).                                            |
| Новый-Мир Индустрии (НМИ)             | New World Industries (NWI)            |          | «Реквием по Пылающему Богу» Шейн Джирай Каммингс («Темные культы Ктулху»).                           |
| Церковь тысяч завтрашних дней         | The Church of a Thousand Tomorrows    |          | Культ неонацистов с Британских островов («Большая книга культов»).                                   |
| Золотая чаша                          | The Golden Chalice                    |          | Культ удовольствий и страстей («Большая книга культов»).                                             |
| Молот                                 | The Hammer                            |          | Борьба людей против следующего этапа человеческой эволюции («Большая книга культов»).                |
| Клиника Хантинг-Фолс                  | The Hunting Falls Clinic              |          | Группа, которая использует инопланетные технологии для лечения болезней («Большая книга культов»).   |
| Гильдия страдальцев                   | The Sufferers' Guild                  |          | Банда линчевателей, охотящихся за Мифами («Большая книга культов»).                                  |
| Триумвират                            | The Triumvirate                       |          | посвятили себя тому, чтобы увидеть, как наступит будущее Великой расы Йит («Большая книга культов»). |

## Цитаты
Лавкрафт разнообразно описывает каждый культ. В ранних произведениях он описывает пять культов из мифологии, а начиная с рассказа «Зов Ктулху» (1926) только внеземные культы.

В рассказе «Дагон» (1917) Лавкрафт впервые описывает барельеф с изображением культа амфибий:
Я не могу думать о морских глубинах без содрогания, которое вызывают у меня безымянные существа, в этот самый момент, быть может, ползущие и тяжело ступающие по скользкому морскому дну, поклоняющиеся своим древним каменным идолам и вырезающие собственные отвратительные образы на подводных гранитных обелисках. Я мечтаю о том времени, когда они поднимутся над морскими волнами, чтобы схватить своими зловонными когтями и увлечь на дно остатки хилого, истощённого войной человечества о времени, когда суша скроется под водой и темный океанский простор поднимется среди вселенского кромешного ада.
В рассказе «Лунная топь» (1921) Лавкрафт описывает древнегреческий Культ Диметры:
То скользя по земле, то плывя в воздухе, медленно двигались по направлению к тихой заводи и дальше, к руинам, болотные призраки, укутанные в белое,— двигались, образуя сложные фигуры, словно исполняли древний ритуальный танец. Их бесплотные руки покачивались в такт режущей слух мелодии невидимых флейт, увлекая за собой наёмных рабочих, которые тянулись чередой, слепо и покорно, как собаки, словно повинуясь какой-то дьявольской силе. Когда наяды достигли болота, из замка, пошатываясь, нетвёрдой походкой вышли новые жертвы. Они прошли как во сне по деревенской улочке и присоединились на поляне к колышущейся веренице рабочих. Люди совершали неловке движения, что теперь казались почти трагическими. Флейты издавали какие-то немыслимые звуки, а со стороны острова снова послышался зов барабанов. И тут наяды медленно и грациозно вступили в воды древнего болота, а идущие за ними люди, не замедляя хода, тоже стали погружаться и вскоре скрылись под водой. В красном зареве на поверхности болота с трудом различались расходящиеся по воде пузырьки воздуха. Пучина поглотила последнюю фигуру. Когда скрылась и она, флейты и барабаны умолкли, померк и слепящий глаза свет, излучаемый руинами; деревня снова замерла в мирном свете только что взошедшей луны.
В рассказе «Праздник» (1923) Лавкрафт описывает языческий Культ Йоль:
Множество фигур в рясах с капюшонами безмолвно выходили из домов, образуя то тут, то там жуткие процессии, которые шествовали по улицам города; пробирались цепочками по крутым переулкам; скользили через проходные дворы и церковные дворики; а фонари их, качаясь, сливались в леденящие душу шаткие созвездия. В мои бока упирались локти, казавшиеся неестественно мягкими; меня теснили тела, на удивление податливые, но я так и не разглядел ни одного лица, не услыхал ни единого звука. Всё выше и выше, и выше всходили кошмарные вереницы. Все они сливались в один грандиозный широкий поток в том самом месте на вершине горы в центре города, где сходились в фокусе, все эти сумасшедшие улицы и где стояла величественная белокаменная церковь. В сумерках я затрепетал, когда мне показалось, будто Альдебаран на мгновенье застыл на призрачном её шпиле.
В пещере под церковью сектанты поклонялись столпу болезнетворного огня и бросали в воду пригоршнями слизистую зелёную поросль. Нечто бесформенное сидело, скорчившись, в стороне от света и пронзительно дудело в флейту. Послышалось приглушённое хлопанье крыльев, приближавшееся из зловонной и непроглядной тьмы. Столп огня извергаясь из непостижимых глубин не рождал теней, как любое здравое пламя, и покрывал мертвые стены тошнотворной, и ядовитой зелёной накипью. Его яростное полыхание не несло в себе ни толики тепла, а только холод, липкость смерти и разложения.

Старик принялся производить размеренные обрядовые жесты перед собравшимися. В определённые моменты все склонялись в раболепном поклоне, особенно когда он возносил над головой ненавистный «Некрономикон». Старик подал сигнал притаившемуся в полумраке флейтисту и тот, сменив тональность, заиграл громче. Последовавший за этим кошмар превосходил всякое воображение. Меня пронзил страх не от мира сего, а страх безумных расстояний между звёздами. Затем из сатанинских пространств появилась стая летающих гибридов, в уродстве своём недоступных ни охвату незамутнённым взором, ни осмыслению неповреждённым рассудком.
В рассказе «Погребённый с фараонами» (1924) Лавкрафт описывает древнеегипетский культ Хефрена:
Снизу, из глубины земных недр доносились мерные и отчётливые звуки, разительно отличавшиеся от всего, что мне когда-либо доводилось слышать. Почти интуитивно ощутил я глубокую древность и явно обрядовый характер звуков, а мои познания в египтологии вызвали во мне ассоциацию со звуками флейты, самбики, систра и тимпана. Я услышал, как в отдалении, едва слышно раздается мертвящая душу маршеобразная поступь шагающих.
Жутко становилось уже оттого, что звуки шагов, столь несхожие между собой, сочетались в идеальном ритме. Муштра нечестивых тысячелетий стояла за этим шествием обитателей сокровенных земных глубин — шагающих, бредущих, крадущихся, ползущих, мягко ступающих, цокающих, топающих, грохочущих, громыхающих... и всё это под невыносимую разноголосицу издевательски настроенных инструментов. Неужели... Господи, сделай так, чтобы я забыл все эти жуткие арабские легенды! Бездушные мумии... сборище странствующих ка... орда мертвецов сорокавековой истории страны фараонов, будь они прокляты! Составные мумии, шествующие в непрогляднейшем мраке подземных пустот во главе с царём Хефреном и его верной супругой Нитокрис, царицей злых духов-вампиров...

Процессия неумолимо приближалась. О, небо! Избавь меня от этих звуков от стука этих ног и копыт, от шуршания этих лап, от скрежета этих когтей, я слышу их всё отчётливее! Ужас надвигался на меня с миллионами ног, проходящих маршем по гигантским гипостилям нечеловеческого страха и уму непостижимой древности. Боже! Их богомерзкие факела стали отбрасывать тени на поверхности колонн! Где это видано, чтобы у гиппопотамов были человеческие руки и в них факела.. и чтобы у людей были головы крокодилов? 
В рассказе «Ужас в Ред Хуке» (1925) Лавкрафт описывает сатанинский Культ Лилит:
Из полутёмных, освещаемых только чадящими канделябрами подвальных комнат, наружу хлынули неописуемые орды азиатов, среди которых попадалось немало таких, что имели на себе митры, пестрые узорчатые халаты и ритуальные параферналии... Внизу дым благовоний смешался с запахом тлена и в облаках тошнотворных ароматов, проплывавших в ледяных воздушных струях, копошились глазастые, похожие на амеб создания. Пронзительные, дребезжащие звуки серебряных колокольчиков приветствовали появление обнажённой фосфоресцирующей твари.
Сатана правил здесь свой Вавилонский бал и светящиеся, покрытые пятнами разложения руки Лилит были омыты кровью младенцев. Инкубы и суккубы возносили хвалу Великой матери Гекате. Козлы плясали под пересвист флейт, а эгипаны, оседлав прыгавшие подобно огромным лягушкам валуны, гонялись за уродливыми фавнами. Не обошлось и без Молоха и Астарты.
Смуглые, странной наружности люди внесли завёрнутый в простыни куль и извлекли из него труп дородного старика; бросив его у золотого пьедестала, на котором сидела обнажённая фосфоресцирующая тварь. Она довольно захихикала и похлопала по нему рукой. Ноги мертвеца окропили кровью из бутылок и передали их твари, которая принялась из них жадно пить.
Из туннеля раздался демонический хрип и треск органа. В миг все существа пришли в движение; и сразу же образовали церемониальную процессию, кошмарная орда скользнула прочь в поисках звука: козлы, сатиры, эгипаны, инкубы, суккубы, лемуры, амебы, кособокие лягушки, ревуны с собачьими мордами и просто безмолвно шагающие тени — всё это кошмарное сборище шло под предводительством фосфоресцирующей твари, которая сжимала в руках окоченевший труп дородного старика. Странные мрачные люди танцевали сзади и вся колонна прыгала и прыгала с дионисийской яростью. Нарастающие звуки демонического органа постепенно поглощали издаваемые процессией визг, вой и барабанный бой. Раздались обрывки непристойных песнопений и отдаленные вопли церемониальных квакающих голосов. В конце звучали ужасные греческие заклинания:

«О друг и возлюбленный ночи, ты, кому по душе собачий лай (звучит отвратительный вой) и льющаяся кровь (звучат душераздирающие вопли вперемешку с болезненным визгом), ты, что крадёшься в тени надгробий (звучит свистящего выдох), ты, что приносишь смертным ужас и взамен берешь кровь (короткие, резкие крики мириад), Горго (и эхом повторенное), Мормо (повторяется в исступлении экстаза), тысячеликая луна (и на выдохе, в сопровождении флейт), благоволи принять нашу скромную жертву!».
В рассказе «Зов Ктулху» (1926) Лавкрафт впервые описывает полностью внеземной Культ Ктулху:
На одном из болот Нового Орлеана раскинулся поросший травой остров, где извивались и корчились орды обнажённых метисов. Дикари зашлись в дьявольской пляске у костра. Языки пламени взметнулись к небу, приоткрыв огромную гранитную глыбу высотой не менее 8 футов. На ее вершине покоилась несообразно крохотная фигурка отвратительного каменного идола. Этот монолит окружало широкое кольцо эшафотов, с которых свисали трупы пропавших скваттеров. Ошалевшие язычники не покидали пределов магического круга. Они продвигались слева направо и то подпрыгивали, то ползли по траве, продолжая кричать. Казалось, что их вакханалия между кольцами трупов и кольцами дыма никогда не закончится. Одни полицейский слышал взмах мощных крыльев и видел, как сверкнули глаза неведомого чудовища, когда оно взлетело над деревьями и заслонило полнеба своим громадным белым туловищем.
Леграсс насчитал 47 пленников; Их второпях одели и выстроили в два ряда; 5 дикарей были убиты, а 2 тяжело ранены. Среди них преобладали метисы с примесью негритянской крови и явными признаками вырождения. Эти выходцы из Вест-Индии или португальских колоний на островах Капа-Верде дополнили и без того разнородный культ вудистскими обрядами.

Сектанты поклонялись Властителям Древности, жившим задолго до того, как в нашем молодом мире появились первые люди. Они сошли на землю с небес, а теперь обитают под ней или на дне морей и океанов. Их мёртвые тела нашептали во сне свои тайны первому человеку, и он создал культ, которому суждена вечная жизнь. Его хранят в тайне в глухих уголках земли, но настанет час, и Великий Жрец Ктулху поднимется и покинет свой склеп в городе Р’льех глубоко под водой. Земля вновь окажется в его власти. Когда звёзды будут готовы, он призовёт нас, и тайный культ поможет ему освободиться. Мы дали обет молчания и до тех пор не скажем ни слова. Этот секрет не вырвут из наших уст даже под пытками. Человечество не одиноко на Земле. Очертания возникают из тьмы и являются к немногим избранным. Но это не Властители Древности. Никто из людей не видел Властителей Древности. Каменный идол – это Великий Ктулху, но мы не знаем, как выглядят другие. Ни один из нас не может прочесть древние письмена, однако их смысл доступен посвящённым и тысячелетиями передавался из уст в уста. Вот в ритуальном пении никаких тайн нет. Мы не поём во весь голос, а только шепчем. Это заклинание означает: «В своём доме в Р’льех мёртвый Ктулху проснётся в назначенный час».
В повести «Шепчущий во тьме» (1930) Лавкрафт описывает агентов Культа Злых людей:
В ночь на 1 Мая Эйкли записал на фонограф шабаш в лесу Вермонта. Содержание записи включало голос, которых был похож на отвратительное жужжание:
-Мужской голос: «Он Повелитель Леса, даже для... и дары людей Ленга... итак, из колодцев ночи в бездны космоса, и из бездн космоса в колодцы ночи, вечно вознесутся хвалы Великому Ктулху, Тсатхоггуа, и к Тому, Чьё Имя Не Может Быть Названо. Вечны хвалы Им, и пожелание изобилия Чёрному Козерогу Лесов. Йа! Шаб-Ниггуратх! Козерог с Тысячным Потомством!».
-Жужжащая имитация человеческой речи: «Йа! Шаб-Ниггуратх! Чёрный Козерог Лесов С Тысячным Потомством!».
-Человеческий голос: «Наступило время для Повелителя Лесов... семь и девять, вниз по ступеням из оникса... посвятить Ему, тому, кто из Бездны, Азатоту, Из Тех, Кому Ты учил нас поклоняться... на крыльях ночи за пределы космоса, за пределы т... Тому, кому Юггот - младший сын, катящийся в одиночестве в чёрном эфире у края...»

-Жужжащий звук: «... ходить среди людей и найти пути к тому, что знает Тот, кто из Бездны. Ньярлатхотепу, Могущественному Посланцу, ему всё должно быть сказано. И Он примет внешность человека, восковую маску и одежды, которые скроют его, и спустится вниз из страны Семи Солнц, чтобы притвориться... (Ньярл)атотеп, Великий Посланец, приносящий из пустоты чудесную радость Югготу, Отец Миллиона Избранных, Ищущий среди..»
В повести «Тень над Иннсмутом» (1931) Лавкрафт описывает Тайный Орден Дагона:
Я видел их, передвигающихся бескрайним потоком – ползущих, прыгающих, припадающих к земле, блеющих, – видел эту массу вздымающейся нечеловеческой плоти, освещаемую призрачным лунным сиянием, извивающихся в зловещих корчах дикой сарабанды фантастического кошмара, На некоторых из них были высокие тиары, сделанные из того неведомого, белёсо-золотистого металла и те диковинные наряды, а один – тот, кто возглавлял всю эту процессию, – был облачён в некое подобие отвратительного плаща с горбом на спине, в полосатые брюки и фетровую шляпу, водружённую на бесформенный отросток, который, очевидно, призван был считаться головой.
Мне показалось, что в своей массе они были серовато-зелёного цвета, но с белыми животами. Большинство из них блестели и казались осклизлыми, а края их спин были покрыты чем-то вроде чешуи. Очертаниями они лишь отдалённо напоминали антропоидов, тогда как головы были определённо рыбьи, с выпуклыми, даже выпученными глазами, которые никогда не закрывались.

Я даже не пытался хотя бы приблизительно подсчитать их численность, ибо понимал, что это совершенно немыслимая задача. Я просто видел перед собой бесконечные, извивающиеся и содрогающиеся как тело червя волны – хотя мой испуганный, мимолётный взгляд смог выхватить лишь ничтожный фрагмент всей представшей передо мной картины. Но уже в следующее мгновение все это зловещее действо померкло передо мной, утонув пучине в спасительного и милосердного обморока – первого, который мне довелось испытать за всю свою жизнь.
В рассказе «Тварь на пороге» (1932) Лавкрафт описывает шабаш ведьм в Часонкук:
Дэн ради Всевышнего! Омут шогготов! Шесть тысяч ступеней вниз... О мерзость! Мерзость!.. Я бы ни за что не позволил ей взять меня с собой... и вот я здесь... Йэ! Шаб-Ниггурат! Фигура восстала из алтаря и было там пять сотен воющих... Тварь в клобуке блеяла: Камог! Камог! Это было тайное имя старика Эфраима на том ведьмовском шабаше... я был там, куда она обещала меня не брать... Всё случилось за минуту до того, как меня заперли в библиотеке, там, куда она ушла с моим телом там, в богомерзкой обители, в мерзопакостном омуте, где начинается чёрная мгла и чьи врата охраняют сторожа. Я видел шоггота он менял своё обличье... я этого не вынесу, я убью её, если она хоть раз ещё отправит меня туда я убью это отродье! 
В рассказе «Обитающий во Тьме» (1936) Лавкрафт описывает сектантов поклоняющихся злой сущности и противостоящих ей: 
Блейк узнал о поклонениях дьяволу в 1849-м с помощью найденной на развалинах великого Египта шкатулки: они вызывают нечто, неспособное существовать на свету. Даже слабый свет вынуждает «это» скрываться, а мощный изгоняет совсем, и его надо заново вызывать. Последователи секты утверждают, что «Сияющий трапецоэдр» показывает им небо и другие миры, и что «Сущий во тьме» каким-то образом открывает им тайны… 1857-й: история Орина Б. Эдди. Они вызывают «это», созерцая кристалл; кроме того, пользуются собственным тайным языком…1863-й: в конгрегации более 200 членов…
Блейк увидел процессии явно нечеловеческих существ, облачённых в мантии с капюшонами, и бескрайнюю пустыню со строгими рядами высившихся до самого неба резных монолитов, видел стены и башни в ночных подводных глубинах и вихри неведомых пространств, где клочья чёрного тумана плавали на фоне едва мерцавшей холодной пурпурной мглы...

В два часа ночи во всем городе погас свет. В дневнике Блейка сказано: «Свет потух — помоги мне Господь». На Федерал-хилл столпились встревоженные местные жители. Вымокшие до нитки люди группами патрулировали площадь и улочки, прилегающие к зловещей церкви, пряча под зонтами свечи, электрические фонарики, керосиновые лампы, кресты и разнообразные загадочные амулеты, столь распространённые в Южной Италии. Собравшиеся благословляли каждую молнию и правой рукой испуганно сотворяли тайные знаки, но вот гроза изменила ход, вспышки сделались слабее и наконец прекратились вовсе. Поднялся ветер — и задул почти все свечи, сделалось пугающе темно. Кто-то поднял с постели отца Мерлуццо из церкви Святого Духа и тот поспешил на зловещую площадь — внести свою лепту подобающим словом Божиим. Из потемневшей башни со всей отчётливостью, не оставляя места сомнениям, доносились странные беспокойные звуки.